# Squadriglia francese di Brindisi
La Squadriglia francese di Brindisi o Escadrille de Brindisi era una squadriglia che, dal 25 settembre 1915, combatté nella prima guerra mondiale, inquadrata nella francese Aéronautique navale.
Quando entrò in guerra contro l'Austria il 23 maggio 1915, il Regno d'Italia era scarsamente equipaggiato con l'Aviazione Navale e condizionava il suo ingresso nel conflitto con gli aiuti in questo settore da parte degli alleati franco-britannici. La Marine nationale francese inviò poi un distaccamento di FBA 100 HP (sviluppo del FBA Type A) a Venezia, e poi, dopo aver pensato di mandare all'Idroscalo di Brindisi il tenente di Vascello Conneau con il suo FBA, decise di inviare una piccola squadriglia di quattro idrovolanti Nieuport IV per difendere questo porto italiano a sud del penisola.

## Storia
I Nieuport IV, agli ordini del LV Jean Hautefeuille, vengono presi dai rinforzi diretti a Port Said. Tre di loro (registrati da NB 1 a NB 3) arrivano il 14 settembre ed il loro assemblaggio inizia senza indugio. 
La loro capacità è giudicata dal capitano di Fregata Ludovico de Filippi, comandante della Nave appoggio idrovolanti Elba (incrociatore) di stanza a Brindisi, che scrisse il 16 settembre 1915 al capo della 2ª Squadra Navale: "Questi monoplani sviluppano una velocità massima di 120 km /h, e, a condizione che il mare sia calmo, possono facilmente decollare, raggiungendo la loro altitudine di pattugliamento di 2000 metri in 55 minuti (...) Il loro normale tempo in pattuglia è di tre ore. L'osservatore è seduto di fronte al pilota, ogni aereo è attrezzato per trasportare piccole bombe (...)
I tre piloti francesi sono ufficiali della marina non in servizio, solo il quarto, che ci si aspetta a breve, è un ufficiale. Gli osservatori dovranno essere forniti dalla Regia Marina (...) Questi Nieuport sono macchine piuttosto fragili e delicate, che richiedono condizioni meteorologiche perfette per decollare o atterrare. In realtà, non credo che siano appropriati per le missioni a lunga distanza in mare; inoltre, il loro unico armamento è una semplice pistola automatica (...) Suppongo che l'uso più giudizioso di questi aerei sarebbe quello di inviarli in occasionali pattuglie costiere, poco prima dell'arrivo o della partenza di una nave amica in porto (...) o di usarli in cerca di sottomarini nemici, in collaborazione con le nostre navi. 
I primi voli iniziarono il 25 settembre con osservatori della marina militare italiana addestrati localmente, portando due bombe da 105 mm come armamento offensivo. Essi pattugliano il Canale d'Otranto, senza incontrare il nemico. Il 17 dicembre 1915, la squadriglia ricevette un esemplare del prototipo dell'idrovolante Caudron Type "R", un aereo biplano, che secondo i documenti fu offerto e poi rifiutato dalla marina italiana per i test di sgancio dei siluri.
La squadriglia fu sciolta dopo 4 mesi di attività il 17 gennaio 1916, quando l'aviazione marittima italiana fu ritenuta idonea a prendere il controllo. I Nieuport ed il Caudron, non subirono perdite e vennero assegnati a Port Said i primi ed a Salonicco il Caudron.

## Aerei
- 3 Nieuport IV monoplano idrovolante
- 1 Caudron Type R